# John Albert Newton Friend
John Albert Newton Friend (* 20. Juli 1881 in Newton Abbot, Devonshire; † 15. April 1966 in Birmingham) war ein britischer Chemiker.

## Leben
Friend war der Sohn eines methodistischen Missionars und die Familie zog alle drei Jahre in England um. Er besuchte die Schule in Birmingham und studierte Physik und Chemie ab 1899 am University College London und danach am Mason Science College in Birmingham (das gerade zu dieser Zeit (1900) Universität Birmingham wurde) unter anderem bei John Henry Poynting (Physik) und Percy Faraday Frankland (Chemie). 1902 erhielt er dort den Bachelor- und 1903 den Master-Abschluss und war danach Lehrer für Physik und Chemie in Watford. Nebenbei forschte er über Metallkorrosion. 1913 erhielt er dafür die Carnegie Gold Medaille für seine Untersuchungen zur Korrosion von Stahl: er zeugte das der Widerstand gegen neutrale korrodierende Stoffe mit dem Chrom-Gehalt ansteigt. Durch erspartes Geld (er lebte genügsam und nahm Zusatzarbeit als Privatlehrer an) konnte er 1906 ein Studium in Deutschland finanzieren und wurde an der Universität Würzburg bei Wilhelm Manchot 1908 in Chemie promoviert mit einer Dissertation über die Carbonyl-Derivate von Kupfersalzen. Nach der Rückkehr 1908 wurde er Lecturer für Chemie an der Darlington Technical School (wo er auch Kurse über Farben gab) und ab 1912 war er Direktor der Victoria Science and Technology Schools in Worcester, wohin er nach Unterbrechung im Ersten Weltkrieg zurückkehrte. 1920 wurde er Leiter der Chemie-Fakultät des Birmingham College of Advanced Technology, der späteren University of Aston in Birmingham. Im Zweiten Weltkrieg war er beim Heimatschutz und unterrichtete Schutz bei Gasangriffen. 1946 ging er in Birmingham in den Ruhestand und unterrichtete danach im Rahmen eines Erwachsenenbildungsprogramms in britischen Streitkräften in Übersee (bis 1950) und bis 1958 in England.
Im Ersten Weltkrieg diente er im Royal Army Medical Corps (in einer Gruppe, die später bei den Royal Engineers eingegliedert wurde), wo er sich mit Schutz gegen Gasangriffe befasste. Außerdem entwickelte er Schutzanstriche für Schiffe gegen Meerwasser-Korrosion.
Als Chemiker befasste er sich mit einem breiten Spektrum von Themen, sowohl in Grundlagenforschung als auch in Anwendungen. Er veröffentlichte viele Bücher, sowohl Monographien (über Farben, Korrosion, Chemie der Verbrennung, Leinöl), Lehrbücher als auch populärwissenschaftliche Bücher.

## Auszeichnungen
1910 erhielt er einen D. Sc. der Universität Birmingham und 1915 wurde er Fellow des Institute of Chemistry. 1919 wurde er Ehrenmitglied der Oil and Colour Chemists’ Association und war 1922 bis 1924 deren Ehrenpräsident. 1924 wurde er Ehrenmitglied der British Association of Chemists und 1958 Ehrenmitglied auf Lebenszeit der Birmingham University Chemical Society.

## Schriften
- The Theory of valency, 1909
- An Introduction to the Chemistry of Paints, London, 1910
- Elementary Domestic Chemistry, London, 1911
- The Corrosion of Iron and Steel, London, 1911
- Herausgeber: Textbook of Inorganic Chemistry, 22 Bände, London, 1914–1930
- The Chemistry of Linseed Oil, London, 1917
- The Chemistry of Combustion, London, 1922
- Iron in Antiquity, London, 1926
- A Textbook of Physical Chemistry, 2 Bände, London, 1932–1935, Neuauflage 1948
- Man and the Chemical Elements, London, 1951
- Numbers: Fun and Facts, New York, 1954
- Science Data, London, 1960
- More Numbers; Fun and Facts, New York, 1961
- Demonology, Sympathetic Magic and Witchcraft, London, 1961
- Still More Numbers: Fun and Facts, New York, 1964